# Bauhütte zum Weißen Blatt

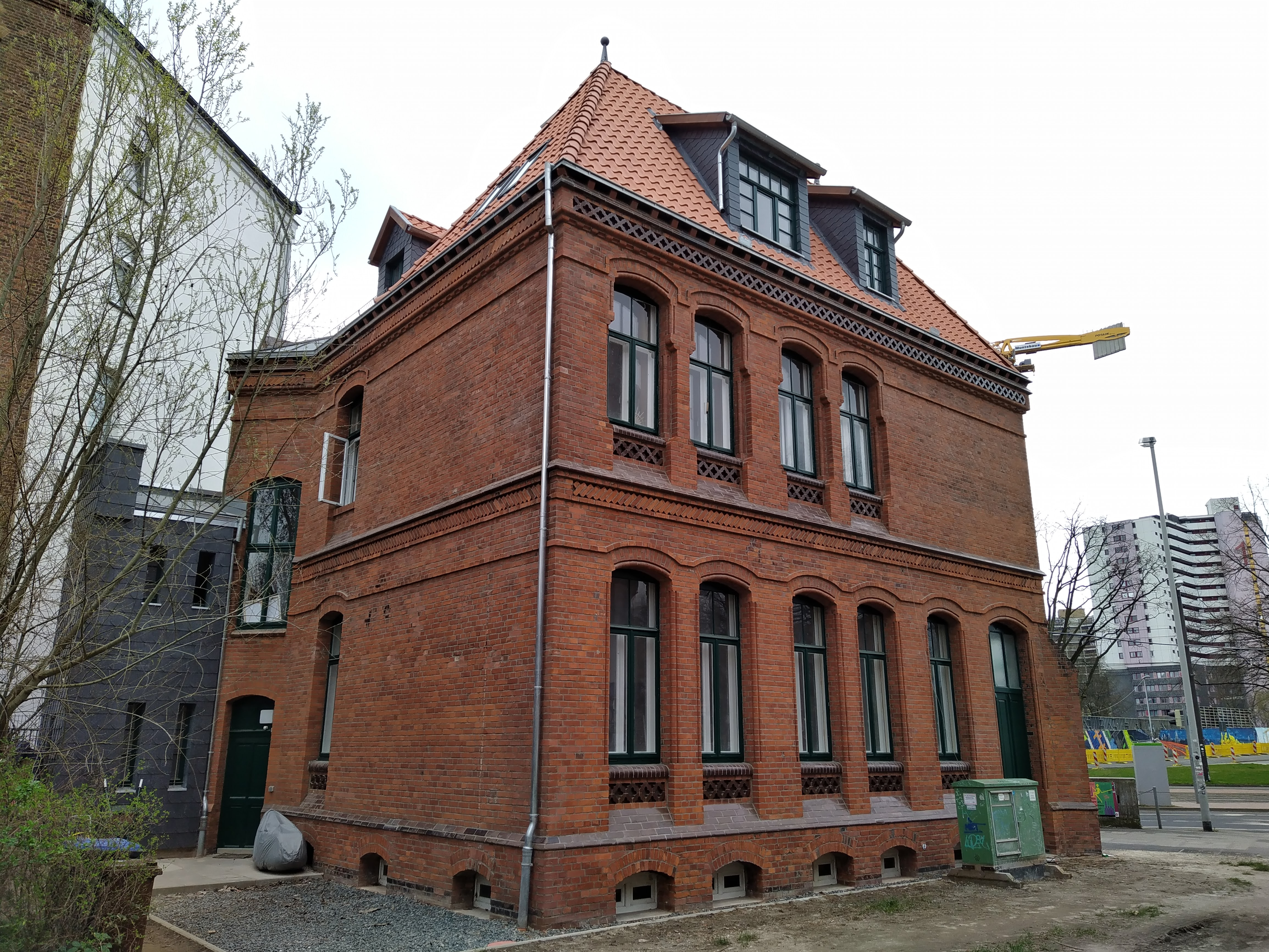
Braunstraße 28 in Hannover, unter anderem Sitz der „hannoverschen Bauhütte“

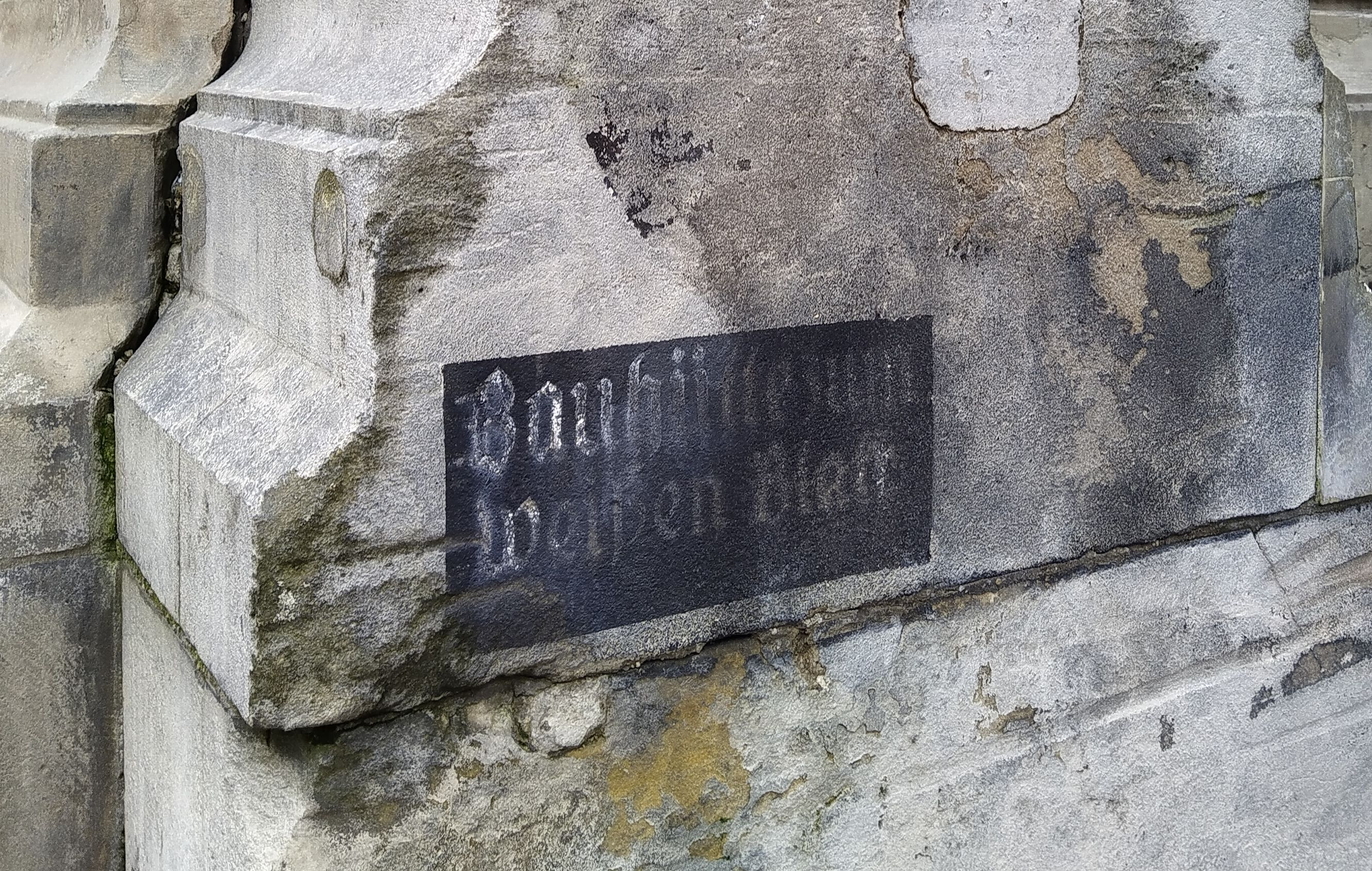
Schablonenschriftzug (Stencil) am Künstlerhaus Hannover

Die Bauhütte zum weißen Blatt e. V., auch Hannoversche Bauhütte genannt, ist ein 1880 unter Führung des hannoverschen Architekten Conrad Wilhelm Hase gegründeter Architektenverein. Im Vereinsnamen der Bauhütte wird eine Anlehnung an die hannoversche Freimaurerloge Friedrich zum Weißen Pferde vermutet.
Der Verein hat seinen Sitz im hannoverschen Stadtteil Calenberger Neustadt, Braunstraße 28. Er fördert bis heute den Informationsaustausch zwischen Architekten verschiedener Provenienz. Für Studierende werden zudem Wohn- und Arbeitsräume vorgehalten.

## Geschichte

### Niedersächsische Bauhütte
Nach dem Vorbild der Dombauhütte Köln wurde 1860 auf der Baustelle der Christuskirche in Hannover als Vorläuferin des „weißen Blattes“ zunächst die Niedersächsische Bauhütte gegründet. Begründer waren neben Hase die Architekten Ludwig Bähr, Wilhelm Hauers, Franz Ewerbeck, Wilhelm Lüer, Adelbert Hotzen und Franz Andreas Meyer. Das Ziel dieser Vorgängerin war die Durchsetzung der „heiligen christlichen deutschen Kunst“, also der (Neu-)Gotik, insbesondere nach der von Hase begründeten Hannoverschen Architekturschule. Doch die Zielsetzung wurde verfehlt: Nicht zuletzt infolge der rigiden Regeln wanderten zahlreiche Mitglieder ab.

### Neugründung 1880
Durch die Gründung der Bauhütte zum weißen Blatt am 29. November 1880 fanden dann auch Studenten, Handwerker, Maler und Bildhauer Aufnahme.
Die Neugotik hatte inzwischen an Ansehen gewonnen, doch die Konkurrenz zwischen den verschiedenen Stilrichtungen, Architekturschulen und Architekten nahm stetig zu. Dem sollte der Wahlspruch der Bauhütte zum weißen Blatt entgegenwirken:
Gleichheit in der Kunst! Freundschaft in der Hütte! Wahrheit in der Kunst! Festhalten am Alten!
In den jungen Jahren der Bauhütte wurden intern Architekturwettbewerbe veranstaltet, Bauten und Bauzeichnungen publiziert. Zudem wurde eine Studienstiftung ins Leben gerufen. Der erste Vorsitzende, der Führende Meister, war Conrad Wilhelm Hase. Ihm folgten die Architekten und Hochschullehrer Karl Mohrmann und Friedrich Fischer, der Kunsthistoriker Georg Hoeltje und der Bauhistoriker Günther Kokkelink.
Im Auftrag der Bauhütte gab Gustav Schönermark von 1888 bis 1895 die Zeitschrift Die Architektur der Hannoverschen Schule. Moderne Werke der Baukunst und des Kunstgewerbes in mittelalterlichem Stil heraus.
1894 gründete Max Leben zusammen mit Gustav Pulver, Rudolf Ramm, Hermann Wolfram und dem Hamburger Architekten und Maler Emil Maetzel eine Tochterhütte in Breslau, Hauers und Meyer 1896 eine in Hamburg.

## Die Schwalbe – Hüttenzeichen der Bauhütte

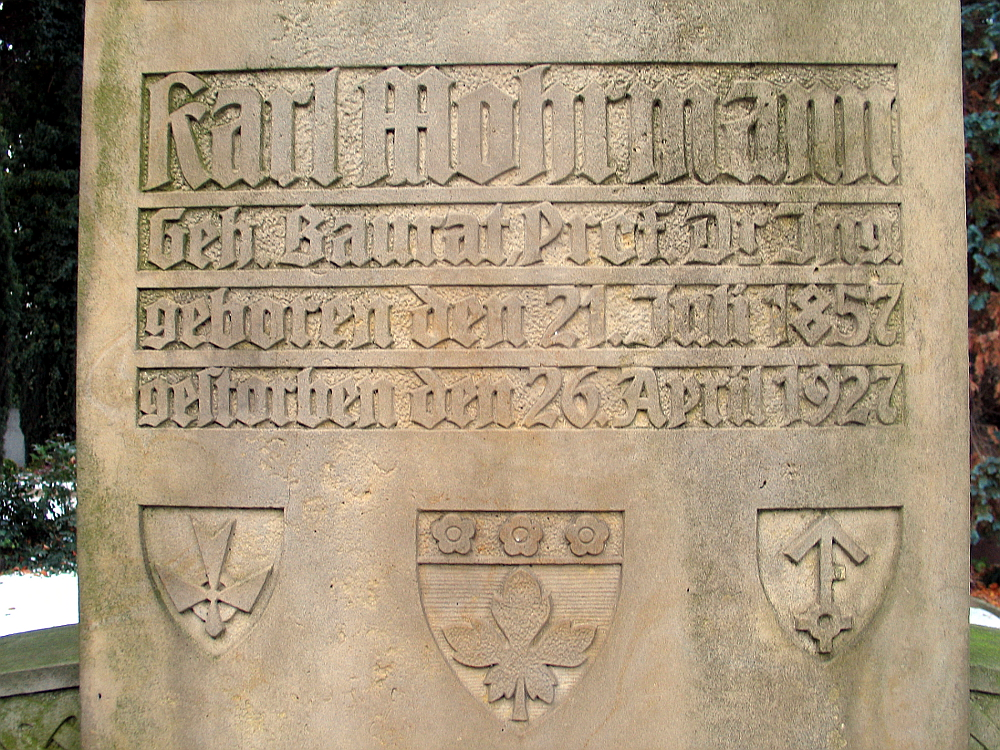
Unter der Grabmals-Inschrift von Mitglied Nummer 82, Karl Mohrmann: Die – durch einen Ring veränderte – „Schwalbe“ (links), ganz rechts das durch die Bauhütte vergebene individuelle „Künstlerzeichen“ für Karl Mohrmann

Das Hüttenzeichen der 1880 von Conrad Wilhelm Hase gegründeten Bauhütte zum weißen Blatt war anfänglich eine auf dem Kopf stehende sogenannte „Schwalbe“, eine Figuration aus einem Gewölbe-Grundriss. Seit den 1890er Jahren wurde das Zeichen leicht verändert, der ehemalige Hals der Schwalbe (einfacher senkrechter Strich) wurde nun als Kopf durch ein Karo angedeutet.
Auf dem Neuen St.-Nikolai-Friedhof findet sich auf dem Familien-Grabmal des Architekten Karl Mohrmann, Mitglied Nummer 82 in der Bauhütte zum weißen Blatt, eine – durch einen Ring veränderte – „Schwalbe“ sowie das durch die Bauhütte vergebene individuelle „Künstlerzeichen“ für Karl Mohrmann.